# Митчелл, Мардж
Ма́рджори (Мардж) Ми́тчелл (англ. Marjorie "Marj" Mitchell; 27 августа 1948, Оксбоу, Саскачеван — 18 октября 1983) — канадская кёрлингистка, чемпионка Канады, чемпионка мира.
Скончалась в 1983 от рака.
В 2000 году введена в Зал славы канадского кёрлинга вместе со своими партнёршами по команде, выигравшей чемпионат мира 1980 — Нэнси Керр, Ширли Маккендри и Венди Лич.

## Достижения
- Чемпионат мира по кёрлингу среди женщин: золото (1980).
- Чемпионат Канады по кёрлингу среди женщин: золото (1980), серебро (1975).

## Команды
| Сезон   | Четвёртый     | Третий         | Второй          | Первый         | Турниры           |
| ------- | ------------- | -------------- | --------------- | -------------- | ----------------- |
| 1974—75 | Мардж Митчелл | Kenda Richards | Нэнси Керр      | Florence Sanna | ЧК 1975           |
| 1979—80 | Мардж Митчелл | Нэнси Керр     | Ширли Маккендри | Венди Лич      | ЧК 1980 · ЧМ 1980 |

(скипы выделены полужирным шрифтом)

## Приз имени Мардж Митчелл за спортивное мастерство
(см. Приз имени Мардж Митчелл за спортивное мастерство)
Начиная с 1982 года, на женском чемпионате Канады присуждается приз за спортивное мастерство, до 1997 года включительно каждый год этот приз назывался в честь одной из знаменитых канадских кёрлингисток прошлых лет. В 1998 году было принято решение, что начиная с 1998 года этот приз каждый год будет называться в честь Мардж Митчелл (англ. Marj Mitchell Sportsmanship Award).